# Galibis-maruornos
Os galibis-maruornos são um subgrupo dos galibis que habita o Norte do estado brasileiro do Amapá, mais precisamente nas Áreas Indígenas Uaçá I e II, e Juminá. Em 2000 o povo indígena era composto por 1.794 indivíduos. Sua língua é o Kheuol (língua creoula, patois). Sua alimentação é simples e sadia: peixe, farinha e tucupi. Nas festas não pode faltar o caxiri, vinho dos índios, dos xamãs e dos espíritos karuãna. A Festa Grande é de Santa Maria, o axis-mundi é o mastro do Turé, a cobra-grande a lenda mais querida, mas o herói mesmo é Iaicaicani. Também são chamados de galibis-do-uaçá.